# FIBA Europapokal der Landesmeister 1964/65
Die Saison 1964/65 war die 8. Spielzeit des FIBA Europapokal der Landesmeister, der von der FIBA Europa veranstaltet wurde.
Den Titel gewann wie im Vorjahr Real Madrid aus Spanien.

## Modus
An der Endrunde nahmen die 15 Meister der jeweiligen nationalen Liga teil, inklusive Titelverteidiger Real Madrid. Zuerst wurde eine Qualifikation gespielt. Die Sieger der Spielpaarungen wurden in Hin- und Rückspiel ermittelt. Entscheidend war das gesamte Korbverhältnis beider Spiele. 
Die Sieger der Spielpaarungen in der zweiten Runde, im Viertelfinale, im Halbfinale, sowie im Finale wurden ebenfalls in Hin- und Rückspiel ermittelt.

## 1. Runde (Qualifikation)
|                      | Gesamt  |                            | Hinspiel | Rückspiel | Entscheidungsspiel |
| -------------------- | ------- | -------------------------- | -------- | --------- | ------------------ |
| Gladsaxe BK          | 115:205 | Helsingin Kisa-Toverit     | 62:78    | 53:127    |                    |
| ÍR Reykjavík         | 134:64  | Celtic BC Belfast          | 71:17    | 63:47     |                    |
| Central YMCA London  | 106:165 | ASVEL Lyon                 | 66:74    | 40:91     |                    |
| TSV Alemannia Aachen | 117:153 | Honvéd Budapest            | 51:70    | 66:83     |                    |
| FAR Rabat            | 134:211 | Ignis Pallacanestro Varese | 76:99    | 58:112    |                    |
| BBC Etzella          | 104:179 | Antwerp BC                 | 52:80    | 52:99     |                    |
| Maccabi Tel Aviv     | 127:131 | AEK Athen                  | 74:67    | 53:64     |                    |
| Alvik BK             | 155:149 | Wolves Amsterdam           | 82:84    | 73:65     |                    |
| Wiener SK            | 194:198 | SC Chemie Halle            | 76:63    | 59:72     | 59:63 1            |
| Galatasaray Istanbul | 126:161 | BK Lokomotiv Sofia         | 53:70    | 73:91     |                    |

## Teilnehmer an der Endrunde
| Belgien          | 1 | Antwerp BC                 |
| Bulgarien        | 1 | BK Lokomotiv Sofia         |
| DDR              | 1 | SC Chemie Halle            |
| Finnland         | 1 | Helsingin Kisa-Toverit     |
| Frankreich       | 1 | ASVEL Lyon                 |
| Griechenland     | 1 | AEK Athen                  |
| Island           | 1 | ÍR Reykjavík               |
| Italien          | 1 | Ignis Pallacanestro Varese |
| Jugoslawien      | 1 | OKK Belgrad                |
| Polen            | 1 | GTS Wisła Krakau           |
| Schweden         | 1 | Alvik BK                   |
| Sowjetunion      | 1 | ZSKA Moskau                |
| Spanien          | 1 | Real Madrid                |
| Tschechoslowakei | 1 | TJ Spartak ZJŠ Brünn       |
| Ungarn           | 1 | Honvéd Budapest            |

## 2. Runde
|                        | Gesamt  |                            | Hinspiel | Rückspiel |
| ---------------------- | ------- | -------------------------- | -------- | --------- |
| Helsingin Kisa-Toverit | 151:206 | Real Madrid                | 100:109  | 51:97     |
| ÍR Reykjavík           | 61:158  | ASVEL Lyon                 | 42:74    | 19:84     |
| Honvéd Budapest        | 140:141 | Ignis Pallacanestro Varese | 84:74    | 56:67     |
| Antwerp BC             | 141:157 | AEK Athen                  | 71:72    | 70:85     |
| Alvik BK               | 147:291 | OKK Belgrad                | 90:136   | 57:155    |
| SC Chemie Halle        | 142:155 | TJ Spartak ZJŠ Brünn       | 76:82    | 66:73     |
| BK Lokomotiv Sofia     | 133:143 | GTS Wisła Krakau           | 79:61    | 54:82     |

- Freilos:  ZSKA Moskau

## Viertelfinale
|                            | Gesamt  |                      | Hinspiel | Rückspiel |
| -------------------------- | ------- | -------------------- | -------- | --------- |
| ASVEL Lyon                 | 130:167 | Real Madrid          | 65:83    | 65:84     |
| AEK Athen                  | 169:179 | OKK Belgrad          | 85:78    | 84:101    |
| Ignis Pallacanestro Varese | 157:156 | TJ Spartak ZJŠ Brünn | 90:84    | 67:72     |
| GTS Wisła Krakau           | 122:162 | ZSKA Moskau          | 62:68    | 60:94     |

## Halbfinale
|                            | Gesamt  |             | Hinspiel | Rückspiel |
| -------------------------- | ------- | ----------- | -------- | --------- |
| Real Madrid                | 180:174 | OKK Belgrad | 84:61    | 96:113    |
| Ignis Pallacanestro Varese | 124:127 | ZSKA Moskau | 57:58    | 67:69     |

## Finale
|             | Gesamt  |             | Hinspiel | Rückspiel |
| ----------- | ------- | ----------- | -------- | --------- |
| ZSKA Moskau | 150:157 | Real Madrid | 88:81    | 62:76     |

- Final-Topscorer:  Clifford Luyk (Real Madrid): 48 Punkte